# Sewerian Stefan Yakymyshyn

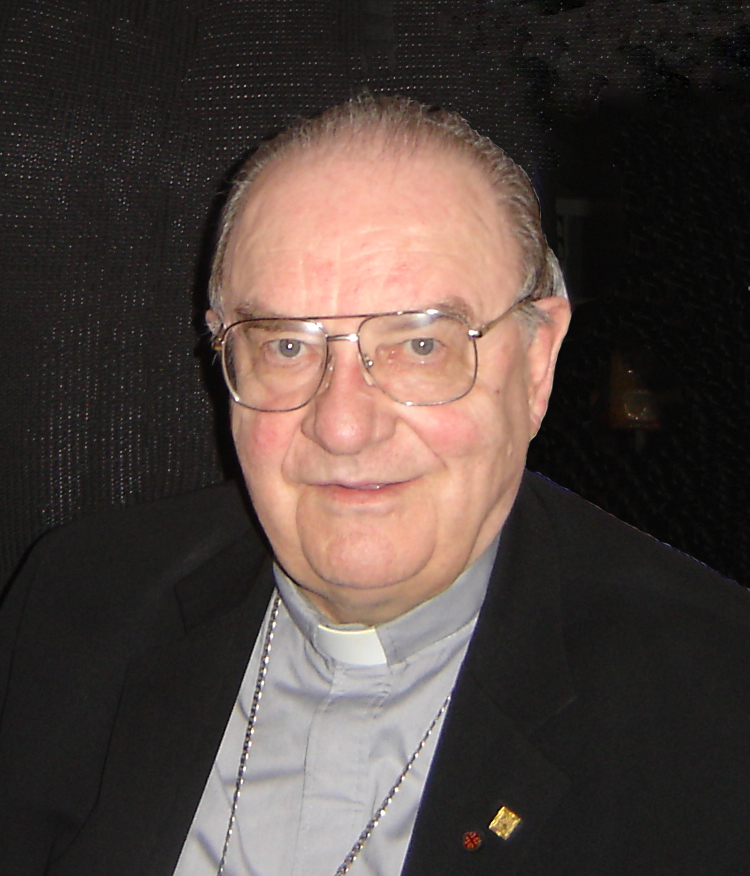
Sewerian Stefan Yakymyshyn, 2006

Sewerian Stefan Yakymyshyn OSBM (* 22. April 1930 in Plain Lake; † 6. September 2021 in Vancouver) war ein kanadischer Geistlicher und ukrainisch griechisch-katholischer Bischof von New Westminster in Kanada.

## Leben
Sewerian Stefan Yakymyshyn trat der Ordensgemeinschaft der Basilianer des hl. Josaphat bei und der Apostolische Visitator der Ukrainischen Griechisch-Katholischen Kirche in Westeuropa, Ivan Bucko, spendete ihm am 19. Mai 1955 die Priesterweihe.
Papst Johannes Paul II. ernannte ihn am 5. Februar 1995 zum Bischof von New Westminster. Der Alterzbischof von Winnipeg, Maxim Hermaniuk CSsR, spendete ihm am 25. März desselben Jahres die Bischofsweihe; Mitkonsekratoren waren Michael Bzdel CSsR, Erzbischof von Winnipeg, und Myron Michael Daciuk OSBM, Bischof von Edmonton.
Am 1. Juni 2007 nahm Papst Benedikt XVI. sein altersbedingtes Rücktrittsgesuch an.

## Einzelnachweis
1. ↑  BISHOP OF NEW WESTMINTER DIES IN VANCOUVER

| Vorgänger                 | Amt                                   | Nachfolger         |
| ------------------------- | ------------------------------------- | ------------------ |
| Jeronim Isidor Chimy OSBM | Bischof von New Westminster 1995–2007 | Kenneth Nowakowski |

| Personendaten    | Personendaten                                                                                 |
| ---------------- | --------------------------------------------------------------------------------------------- |
| NAME             | Yakymyshyn, Sewerian Stefan                                                                   |
| ALTERNATIVNAMEN  | Yakymyshyn, Severian Stefan                                                                   |
| KURZBESCHREIBUNG | kanadischer Ordensgeistlicher, ukrainisch griechisch-katholischer Bischof von New Westminster |
| GEBURTSDATUM     | 22. April 1930                                                                                |
| GEBURTSORT       | Plain Lake                                                                                    |
| STERBEDATUM      | 6. September 2021                                                                             |
| STERBEORT        | Vancouver                                                                                     |